# محمد بن مقاتل العكي
محمد بن مقاتل بن حكيم العكي أخر ولاة الدولة العباسية على إفريقية، استعمله الخليفة العباسي هارون الرشيد على إفريقية في عام 181 هـ خلفاً للوالي هرثمة بن أعين، فقدم إليها في شهر رمضان وساءت سيرته وأضطرب أمره واختلف عليه جنوده، وخرج عليه الثائر تمام بن تميم التميمي عام 183 هـ في شهر رمضان، وخرج إليه العكي في جيشٍ كبير وأقتتلوا قتالاً شديداً قُرب القيروان، فانهزم العكي وهرب إلى القيروان وتحصن في داره وترك قصر الإمارة، وزحف إليه تمام ودخل القيروان واستولى عليها، ثم أعطاه تمام الأمان على أهله وماله ودمه على أن يخرج من إفريقية كلها فخرج إلى بغداد وكانت ولايته سنتين وعِدة أشهر.